# Julia Stiles
Julia O'Hara Stiles (New York, 28 maart 1981) is een Amerikaanse toneel-, televisie- en filmactrice. Ze werd in 2011 genomineerd voor zowel een Golden Globe als een Primetime Emmy Award voor haar tijdelijke bijrol als Lumen Ann Pierce in de misdaadserie Dexter. Verschillende andere prijzen werden haar daadwerkelijk toegekend, waaronder een National Board of Review Award samen met de gehele cast van de tragikomische film State and Main in 2000.
Stiles is de oudste van drie kinderen. Ze werd opgevoed in SoHo en ging in 1992 het theater in. In 1993 was ze voor het eerst op televisie te zien, als Erica Dansby in de televisieserie Ghostwriter. Haar filmdebuut volgde in 1996, met een naamloos rolletje als vriendin van Claire Danes' personage Nana in het romantische drama I Love You, I Love You Not.

## Filmografie
*Exclusief televisiefilms
- The God committee - Dr. Jordan Taylor (2021)
- Hustlers - Elizabeth (2019)
- Jason Bourne - Nicky Parsons  (2016)
- Closed Circuit - Joanna Reece (2013)
- Stars in Shorts - Jonge vrouw (2012)
- Between Us - Grace (2012)
- Silver Linings Playbook - Veronica Maxwell (2012)
- Girl Most Likely - Stage Imogene (2012)
- It's a Disaster - Tracy (2012)
- The Cry of the Owl - Jenny Thierolf (2009)
- Gospel Hill - Rosie (2009)
- The Bourne Ultimatum - Nicky Parsons (2007)
- The Omen 666 - Katherine Thorn (2006)
- A Little Trip to Heaven - Isold (2005)
- Edmond - Glenna (2005)
- The Bourne Supremacy - Nicky Parsons (2004)
- The Prince & Me - Paige Morgan (2004)
- Mona Lisa Smile - Joan Brandwyn (2003)
- Carolina - Carolina Mirabeau (2003)
- A Guy Thing - Becky (2003)
- The Bourne Identity - Nicky Parsons (2002)
- O - Desi Brable (2001)
- The Business of Strangers - Paula Murphy (2001)
- Save the Last Dance - Sara (2001)
- State and Main - Carla (2000)
- Hamlet - Ophelia (2000)
- Down to You - Imogen (2000)
- 10 Things I Hate About You - Kat Stratford (1999)
- Wide Awake - Neena Beal (1998)
- Wicked - Ellie Christianson (1998)
- Before women had wings - Phoebe Jackson (1997)
- The Devil's Own - Bridget O'Meara (1997)
- I Love You, I Love You Not - Young Nana's Friend (1996)

## Televisieseries
*Exclusief eenmalige gastrollen
- Riviera - Georgina Clios (2017-2020, 28 afleveringen)
- Blue - Blue (2012-2013, 36 afleveringen)
- Dexter - Lumen Ann Pierce (2010, tien afleveringen)
- Ghostwriter - Erica Dansby (1993-1994, zes afleveringen)

- Biblioteca Nacional de España: XX1492208
- Bibliothèque nationale de France: cb14056410m (data)
- Gemeinsame Normdatei: 143637525
- International Standard Name Identifier: 0000 0001 1856 3846
- Library of Congress Control Number: no99074348
- MusicBrainz: 94fd0db3-393f-47d7-98f6-4b834cb7f18c
- Nationale Bibliotheek van Tsjechië: xx0071291
- Nationale Bibliotheek van Israël: 987007432799205171
- Nationale Bibliotheek van Polen: a0000001700738
- Nederlandse Thesaurus van Auteursnamen: 191224669
- SNAC: w6b312ks
- Système universitaire de documentation: 129225959
- Trove: 1457693
- Virtual International Authority File: 85764323
- WorldCat: E39PBJqBwFW6MrqGC7DkYFy8G3